# Paralucia spinifera
Paralucia spinifera је врста лептира из породице плаваца (лат. Lycaenidae).

## Распрострањење
Аустралија је једино познато природно станиште врсте.

## Станиште
Врста Paralucia spinifera има станиште на копну.

## Угроженост
Ова врста се сматра угроженом.